# The Beniker Gang
The Beniker Gang è un film del 1985 diretto da Ken Kwapis e tratto dal romanzo Dear Lola di Judie Angell.

## Trama
Cinque ragazzi fuggono dall'orfanotrofio che li ospita per vivere insieme come una famiglia.